# NGC 711
NGC 711 (другие обозначения — UGC 1342, MCG 3-5-24, ZWG 460.38, NPM1G +17.0073, PGC 6940) — линзообразная галактика (S0) в созвездии Овен. Открыта Эдуардом Стефаном в 1881 году. Описание Дрейера: «очень тусклая звезда в очень тусклой и маленькой туманности».
Этот объект входит в число перечисленных в оригинальной редакции «Нового общего каталога».
Галактика NGC 711 входит в состав группы галактик UGC 1384. Помимо NGC 711 в группу также входят IC 1736, UGC 1252, UGC 1289, UGC 1328, UGC 1329, UGC 1329, UGC 1335, UGC 1369, UGC 1374 и UGC 1384.